# Флорент Хасані
Флорент Хасані (алб. Florent Hasani, нар. 30 березня 1997, Вучитрн) — косовський футболіст, півзахисник, нападник румунського клубу «Рапід» (Бухарест).
Виступав, зокрема, за клуби «Трепча'89» та «Тирана», а також національну збірну Косова.
Володар Суперкубка Албанії.

## Клубна кар'єра
Народився 30 березня 1997 року в місті Вучитрн. Вихованець футбольної школи клубу Kosova Vushtrri.
У дорослому футболі дебютував 2015 року виступами за команду «Трепча'89», в якій провів три сезони. 
Своєю грою за цю команду привернув увагу представників тренерського штабу клубу «Діошдьйор», до складу якого приєднався 2018 року. Відіграв за клуб з Мішкольца наступні три сезони своєї ігрової кар'єри. Більшість часу, проведеного у складі «Діошдьйора», був основним гравцем команди.
Протягом 2021 року захищав кольори клубу «Хапоель» (Кфар-Сава).
У 2021 році уклав контракт з клубом «Гйірмот», у складі якого провів наступний рік своєї кар'єри гравця.  Граючи у складі У складі також здебільшого виходив на поле в основному складі команди.
З 2022 року два сезони захищав кольори клубу «Тирана». Тренерським штабом нового клубу також розглядався як гравець «основи». У складі «Тирани» був одним з головних бомбардирів команди, маючи середню результативність на рівні 0,52 гола за гру першості.
До складу клубу «Рапід» (Бухарест) приєднався 2024 року. 

## Виступи за збірні
Протягом 2016–2018 років залучався до складу молодіжної збірної Косова. На молодіжному рівні зіграв в 11 офіційних матчах, забив 3 голи.
У 2019 році дебютував в офіційних матчах у складі національної збірної Косова.
| Дата       | Місто       | Господарі | Результат | Гості      | Турнір                               | Голи | Примітки  |
| ---------- | ----------- | --------- | --------- | ---------- | ------------------------------------ | ---- | --------- |
| 10-9-2019  | Саутгемптон | Англія    | 5 – 3     | Косово     | Відбір до ЧЄ 2020                    | -    | 85'       |
| 10-10-2019 | Приштина    | Косово    | 1 – 0     | Гібралтар  | товариський матч                     | 1    | 46'       |
| 14-10-2019 | Приштина    | Косово    | 2 – 0     | Чорногорія | Відбір до ЧЄ 2020                    | -    | 90+2'     |
| 6-9-2020   | Приштина    | Косово    | 1 – 2     | Греція     | Ліга націй УЄФА 2020-2021 - 1-й етап | -    | 55'       |
| 11-10-2020 | Приштина    | Косово    | 0 – 1     | Словенія   | Ліга націй УЄФА 2020-2021 - 1-й етап | -    | 89'       |
| 14-10-2020 | Марусі      | Греція    | 0 – 0     | Косово     | Ліга націй УЄФА 2020-2021 - 1-й етап | -    | 63' 90+4' |
| 11-11-2020 | Ельбасан    | Албанія   | 2 – 1     | Косово     | товариський матч                     | -    | 46'       |
| 15-11-2020 | Любляна     | Словенія  | 2 – 1     | Косово     | Ліга націй УЄФА 2020-2021 - 1-й етап | -    | 90+1'     |
| Усього     |             | Матчів    | 8         |            | Голів                                | 1    |           |

## Титули і досягнення
- Володар Суперкубка Албанії (1):

«Тирана»: 2022